# 12325 Bogota
12325 Bogota este un asteroid din centura principală de asteroizi.

## Descriere
12325 Bogota este un asteroid din centura principală de asteroizi. A fost descoperit pe 2 septembrie 1992 la Observatorul La Silla de Eric Walter Elst. Asteroidul prezintă o orbită caracterizată de o semiaxă mare de 2,24 ua, o excentricitate de 0,08 și o înclinație de 4,8° în raport cu ecliptica.